# James Cole

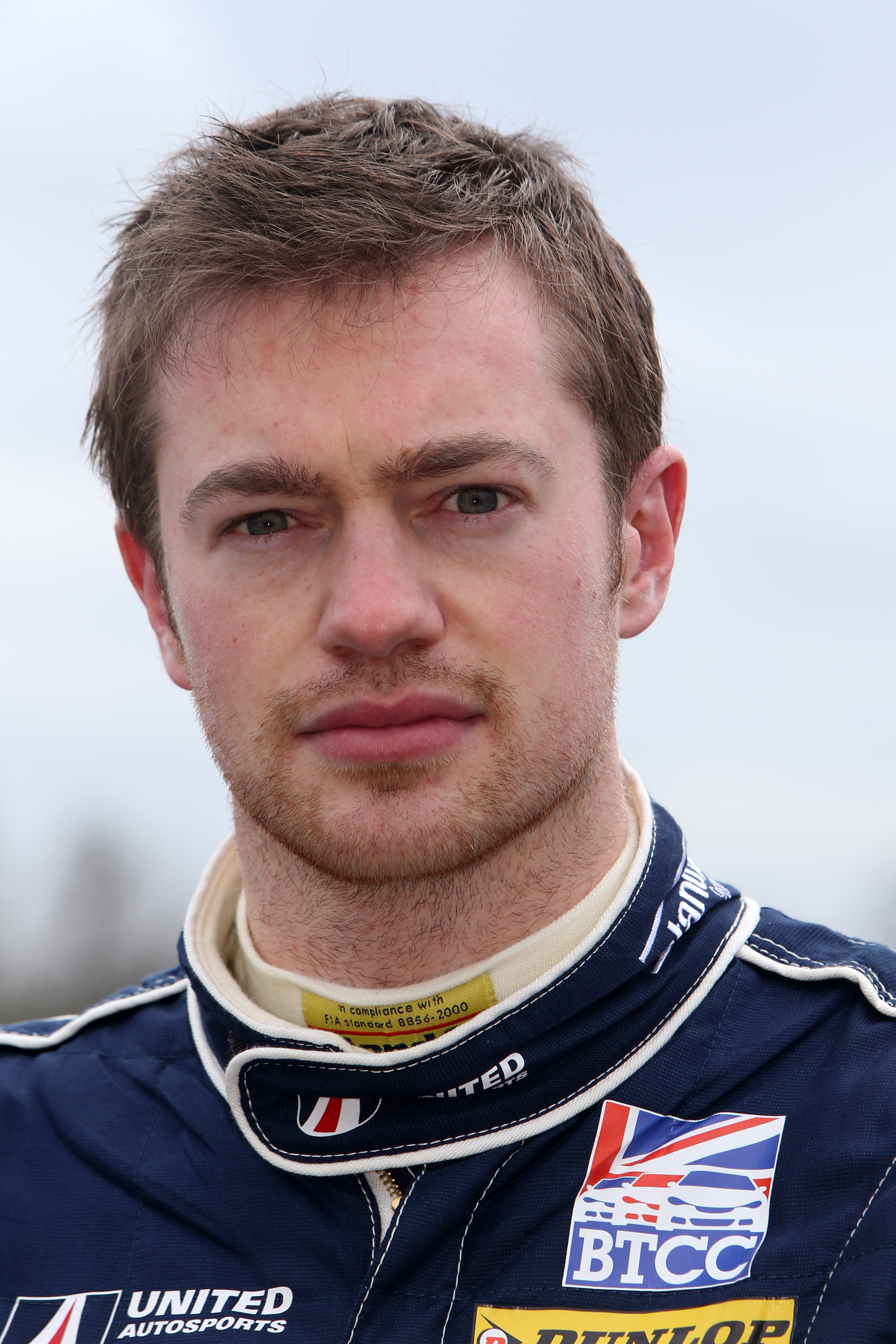
James Cole

James Cole (* 16. August 1988 in Southport, England) ist ein britischer Rennfahrer. Er trat 2011 in der Formel 2 an.

## Karriere
Cole begann seine Motorsportkarriere im Formelsport 2006. In diesem und im nächsten Jahr nahm er an Einzelveranstaltungen der Formel Ford teil. 2008 wechselte Cole in die britische Formel Ford. Nachdem er seine erste Saison auf dem zehnten Platz in der Meisterschaft beendet hatte, entschied er die Meisterschaft 2009 mit 7 Siegen aus 24 Rennen vor Josef Newgarden für sich. Außerdem absolvierte er einen Gaststart in der pazifischen Formel BMW. 2010 wechselte Cole zu T-Sport in die britische Formel-3-Meisterschaft. Er trat in einem älteren Fahrzeug an und war somit in der nationalen Klasse punkteberechtigt. Diese Wertung gewann er 11-mal bei 30 Rennen und wurde schließlich Vizemeister hinter seinem Teamkollegen Menasheh Idafar.
2011 gab Cole sein Debüt in der FIA-Formel-2-Meisterschaft. Er beendete die Saison auf dem 20. Platz der Fahrerwertung.

## Karrierestationen
- 2008: Britische Formel Ford (Platz 10)
- 2009: Britische Formel Ford (Meister)
- 2010: Britische Formel 3, national (Platz 2)
- 2011: Formel 2 (Platz 20)